# Autonoom Alaş
De Autonoom Alaş of Autonoom Alasj (Kazachs: Алаш автономиясы, Russisch: Алашская автономия) was van 13 december 1917 tot 26 augustus 1920 een de facto onafhankelijk maar door geen enkel ander land erkend land gelegen in het huidige Kazachstan. De republiek werd in december 1917 uitgeroepen door de Kazachen van de gelijknamige partij Alaş na het uitbreken van de Russische Revolutie. De regering van Alaş (de Alaş Orda) stond onder leiding van Alichan Bokejchanov en was een bondgenoot van de Witten en vocht tegen de bolsjewieken. In 1919-1920 werden in deze regio de Witten door de bolsjewieken verslagen en werd Kazachstan door de bolsjewieken bezet. Op 26 augustus werd Autonoom Alaş door de Sovjets opgeheven en ging het op in de Kirgizische Autonome Socialistische Sovjetrepubliek. In 1925 werd de naam gewijzigd in de Kazachse Autonome Socialistische Sovjetrepubliek en in 1936 werd dit de Kazachse Socialistische Sovjetrepubliek.